# Ennemis de The Legend of Zelda
Pour un article plus général, voir Personnages de The Legend of Zelda.
Cet article décrit de nombreux ennemis fictifs rencontrés dans la série de jeux vidéo The Legend of Zelda
D’innombrables adversaires se mettent constamment au travers du chemin de Link. Souvent faibles mais nombreux, parfois comptant sur leur force individuelle pour triompher, ces monstres étonnent par leur diversité, tant dans leur apparence que dans les techniques à employer pour les éliminer.
- Haut – A
- B
- C
- D
- E
- F
- G
- H
- I
- J
- K
- L
- M
- N
- O
- P
- Q
- R
- S
- T
- U
- V
- W
- X
- Y
- Z

## A

### Aeralfos
- Apparaît dans : Twilight Princess

L’Aeralfos est un reptile ailé de la famille des lézalfos équipé d’une épée et d’un bouclier. Il est à Celestia et dans la caverne de l'ordalie et le seul moyen de le vaincre est de l’attirer vers soi à l’aide du grappin.

### Anubis
- Apparaît dans : Ocarina of Time

Cette créature apparaît dans le temple de l'Esprit, un temple avec une ambiance proche des pyramides d'Égypte, références de la mythologie égyptienne, ainsi que cette créature qui fait référence au dieu égyptien du même nom. Il a par ailleurs quelques similitudes, comme la tête de chacal mais momifiée et le collier que porte la majeure partie des divinités égyptiennes.
Quand Link s'en approche, l'Anubis sort de sa cachette et vole en suspension dans les airs et attend que celui-ci s'approche pour l'attaquer. Le meilleur moyen de s'en débarrasser est d'utiliser le feu de Din ou la flèche de feu, en effet cet ennemi est particulièrement vulnérable au feu car il est constitué de bandelettes, comme un Gibdo (le cri paralysant en moins).

### Armos
- Apparaît dans tous les jeux de la série The Legend of Zelda (excepté The Adventure of Link)

L’Armos est une petite statue qui reste inerte tant que Link ne s’en approche pas. Il en existe de plusieurs sortes :
Dans la plupart des Zelda, l'Armos s'active si Link se colle contre lui, causant des dégâts plus ou moins sévères s'il ne se protège pas.
Dans Ocarina of Time, Majora's Mask et The Wind Waker, il existe des Armos totalement inertes, même si Link les touche, comme de véritables statues qui peuvent se déplacer par exemple pour maintenir un bouton au sol enfoncé pour pouvoir ouvrir une porte qui était verrouillée par des barres d'acier.
Dans The Wind Waker, quand Link s’en approche, des pointes sortent de l’Armos et son œil devient visible, ainsi qu’un cristal coloré derrière lui. L’Armos s’approche alors de Link par bonds successifs pour le blesser. Il convient alors de décocher une flèche dans son œil pour l’immobiliser, puis de détruire le cristal derrière lui. Quand l’Armos est mortellement touché, il fonce vers Link en tournant sur lui-même, il faut donc vite s’en éloigner. Un joueur adroit pourra rapidement contourner l’Armos pour détruire son cristal sans avoir à percer son œil. Une seule flèche peut immobiliser plusieurs Armos placés les uns derrière les autres.
Dans Twilight Princess, une variante de l’Armos ressemblant à un Moaï possédant un marteau qu’il tente d’abattre sur Link. Un simple coup permet de l’immobiliser pendant une très courte durée. Il faut alors en profiter pour briser son cristal. Une fois que son cristal est brisé, il se débat et peut causer des dégâts.

### Avatar du Néant
- Apparaît dans : Skyward Sword

Il est le boss final du jeu. Il apparaît sous sa forme de monstre banni au long du jeu mais c'est tout à la fin qu'il prend une forme presque humaine. Il est le mal absolu et, une fois vaincu, il lancera une malédiction à Link et à Zelda qui seront pourchassés, ainsi que leurs descendants, par une manifestation de sa haine. Tout porte à croire qu'il s'agisse de l'ancêtre direct de Ganondorf ou qu'il se réincarne en lui.

## B

### Le Banni
- Apparaît dans : Skyward Sword, Hyrule Warriors

Le Banni est un monstre gigantesque enfermé dans le vallon du sceau. Au cours de l'aventure, il parviendra à se libérer. Link devra alors le combattre à trois reprises. Le Banni est en réalité l'Avatar du Néant, que Ghirahim essaie de ramener à la vie.

### Bela Darma
- Apparaît dans : Skyward Sword

Bela Darma est le boss du temple de la Terre. Sous l'épaisse roche qui le recouvre et protège son œil unique, se cache une peau incandescente. Bela Darma inspire un très grand coup avant de cracher des flammes. Link doit à ce moment-là jeter une bombe dans sa bouche qui fera exploser un peu de roche pour enfin attaquer son point faible.

### Bellum
- Apparaît dans : Phantom Hourglass

Bellum est une bête jaune maléfique avec cinq tentacules. Il retient prisonnière la force du roi des mers. Celui-ci garde la forme du personnage de Siwan sans cette force et revient sous sa vraie forme (baleine) avec. C'est le boss final dans Phantom Hourglass.

### Blizzarnia
- Apparaît dans : Twilight Princess

Blizzarnia est le boss des Ruines des Pics Blancs. Il s'agit de Matornia, une Yéti. Voulant remettre à Link le fragment de miroir en sa possession, elle se fait ensorceler par ce dernier. Elle est entourée de glace et vole à quelques mètres du sol gelé de sa chambre. C’est un boss en deux phases : la première où il faut réduire la taille de sa boule de glace et la seconde où il faut éviter ses pics grâce au reflet dans la glace, puis l’attaquer avec le boulet lorsqu’elle descend au sol. Xanto reprend son principe lors de son combat contre Link.

### Blob
- Apparaît dans : A Link to the Past, The Minish Cap, The Wind Waker, Skyward Sword, Spirit Tracks, Twilight Princess, A Link Between Worlds, Breath of the Wild, Tears of the Kingdom

Le Blob est un monstre basique et gélatineux qui attaque Link en sautant. Il apparaît dans au moins la moitié des jeux et peut varier de couleur et de formes ; il peut être rouge, jaune, vert, bleu, noir, gris, violet, électrique, piquant… Un Blob sert de boss dans The Minish Cap : Link étant minuscule, il voit le Blob gigantesque. Dans The Wind Waker, Breath of the Wild et Tears of the Kingdom, il est appelé « Chuchu ». Son butin est la gelée Chuchu rouge, jaune, verte, bleue, noire, grise ou violette.

### Bokoblin
- Apparaît dans : The Wind Waker, Twilight Princess, Skyward Sword, Breath Of The Wild, Tears of the Kingdom

Le Bokoblin est un petit Moblin qui apparaît dans The Wind Waker et Twilight Princess par la suite. Il est armé d’un sabre ou d’un bâton Mojo. Son butin est un pendentif du bonheur dans The Wind Waker.
Dans Skyward Sword, il apparaît sous différentes couleurs et différentes formes selon l'endroit où il se trouve. Ainsi, il peut être rouge, bleu, vert, avec un cor, avec un arc et des flèches ou même en zombie.
Dans Breath Of The Wild il apparaît au début du jeu comme un ennemi faible, il apparaît dans des camps, reconnaissables grâce au crâne de pierre géant situé dessus. Il dispose de plusieurs niveaux de puissance: rouge, bleu, noir et argenté (plus un doré en mode expert). Il peut être armé d'une lance, d'une batte ou d'un arc avec un cor et des flèches quand il surveille les alentours du camp. Il n'est pas très intelligent même si les bokolins de Breath of the Wild témoignent tout de même un certain degré, d'intelligence, notamment en alumant avec du feu leurs armes en bois et en envoyant rouler les bombes d'un coup de pied.

### Bongo-Bongo
- Apparaît dans : Ocarina of Time

Boss géant de Ocarina of Time caché dans les ténèbres du temple de l’Ombre rappelant Gordon de The Wind Waker. Il est pendu au plafond par la taille. Ses deux mains, libres, tapent frénétiquement un tambour sur lequel se trouve Link. Un œil seul lui fait office de tête.

### Braziard, maître du feu
- Apparaît dans : The Legend of Zelda: Phantom Hourglass

Boss de l'île du feu et premier boss du jeu. Il peut se diviser en 3 et lancer des boules de feu. Il avait emprisonné Liif, l'esprit de la force.

### Bulblin
- Apparaît dans : Twilight Princess et Spirit Tracks

Le Bulblin est un peu plus grand que le Bokoblin, souvent avec un arc ou une massue, il chevauche un sanglier nommé le Bulbo. Il apparaît dans Twilight Princess et Spirit Tracks.

### Bulbo
- Apparaît dans : The Legend of Zelda: Twilight Princess et The Legend of Zelda: Spirit Tracks

Sanglier géant chevauché par les Bulblins.
Dans Twilight Princess, les Bulblins peuvent d'ailleurs se mettre à deux dessus (un chauffeur et un archer). Si le chauffeur est terrassé, le Bulbo s’affolera et foncera sur le premier obstacle rencontré. Quand Link se transforme en loup, il ne peut pas communiquer avec les Bulbos.
Dans Spirit Tracks, les bulbos sont chevauchés par des bulblins seuls, et on les trouve essentiellement dans la plaine.

## C

### Chardon
- Apparaît dans : The Wind Waker

Petite ronce possédant un œil apparaissant notamment dans The Wind Waker. Elle est inoffensive mais elle gêne le joueur et ralentit ses mouvements.

### Chef Boko
- Apparait dans : The Legend of Zelda: Tears of the Kingdom

Les "Chefs Boko" sont de grands Bokoblins qui combattent la plupart du temps avec un espadon ou une massue, il vit principalement dans des camps Boko ou des grottes, mais on en trouve assez fréquemment dans des prairies, accompagnés par des Bokoblins à la "file indienne".
Le Chef Boko attaque avec son arme, mais également en vous fonçant dessus avec sa corne comme les autres Bokoblins, il vous attaquera aussi en donnant des ordres aux Bokoblins qui le suivent, à l'aide d'un cor.
Comme les Bokoblins, le niveau de force du Chef Boko varie suivant sa couleur (Rouge, bleu, noir, argenté). Une fois vaincu, le Chef Boko donne une corne qui varie en fonction de la couleur du Chef, des crocs, et parfois, une viscère.

### Condor des îles
- Apparaît dans : The Wind Waker, Twilight Princess

Grand oiseau agressif doté de plumes dorées dans The Wind Waker, il apparaît également dans Twilight Princess. Le "Roi Cuirassé" de The Wind Waker est un condor des îles géant.

### Corbos
- Apparaît dans A Link to the Past, Link's Awakening, Oracle of Ages, Oracle of Seasons, The Minish Cap, Phantom Hourglass, Spirit Tracks, A Link Between Worlds, Tri Force Heroes et Echoes of Wisdom

Les Corbos sont de petits oiseaux, sombres, qui ressemblent à des corbeaux. Ils sont souvent perchés dans les arbres les plus hauts, dans l'attente qu'un étranger arrive. On les trouve souvent dans des endroits glauques et sombres, comme les cimetières, mais ce n'est pas toujours le cas. Quand Link entre sur le territoire d'un Corbos, l'oiseau se précipite avec une grande vitesse sur lui, puis repart beaucoup plus loin juste après. Il peut aussi attaquer en boucle, sans s'arrêter bien que leurs comportements agressifs puissent intimider, un ou deux coups d'épée est généralement suffisant pour les vaincre. Contrairement aux Kor-Bec, les Corbos peuvent attaquer seuls, ce qu'ils font d'ailleurs très souvent.

### Roi Cuirasse
- Apparaît dans : The Wind Waker

Oiseau géant ayant enlevé de nombreuses petites filles dans The Wind Waker. C’est un condor des îles démesuré portant un masque de fer et résidant dans la forteresse maudite. C’est le bras droit de Ganon, il sera tué par Link.

## D

### Daidagos
- Apparaît dans : Skyward Sword

Daidagos est le boss du Galion des Sables. Après avoir coupé le navire en deux, il traversera la coque de ses tentacules pour attraper Link qui devra les trancher pour faire sortir le monstre de l'eau et toucher son œil avec son arc.

### Da Ilhoma
- Apparaît dans : Skyward Sword

Da Ilhoma est le boss de la Grande Caverne Antique et est le gardien de la Flamme de Farore. Empoisonné par la magie noire de Ghirahim, cette imposante statue à 6 bras essaiera d'écraser Link avec ses mains et ses sabres. Link devra alors démonter ses bras avec son fouet pour pouvoir attaquer son cœur.

### Darknut
- Apparaît dans : The Legend of Zelda, Ocarina of Time, Majora's Mask, The Wind Waker, The Minish Cap, Twilight Princess, Echoes of Wisdom

Le Darknut, ou Hache-Viande dans Ocarina of Time et Majora's Mask, est l’ennemi qui rappelle le plus l’univers des chevaliers : c’est un guerrier bardé de fer, possédant une hache ou une épée meurtrière. Ses coups sont très violents. Il est très résistant grâce à son armure qui ralentit cependant ses mouvements. La race des Darknuts ou des Haches-Viandes (appelés également Iron Knuckles) est mystérieuse, bien que dans The Wind Waker, ils semblent appartenir à une race de grands chiens ou de chacals humanoïdes, que l’on découvre lorsque l’on les défait de leurs armures.

### Dionéa
- Apparaît dans : Twilight Princess

C’est le boss du temple sylvestre dans Twilight Princess. C’est une plante carnivore gigantesque baignant dans du poison et cachant, dans sa bouche en forme de bourgeon, son œil unique. Dionéa n’est pas très puissante, mais elle est aidée de deux plantes carnivores plus petites greffées sur son corps.

### Dodongo
- Apparaît dans : The Legend of Zelda, Ocarina of Time, Majora's Mask, Twilight Princess, Oracle of Seasons

Le Dodongo est une sorte de lézard/crocodile apparaissant notamment dans Ocarina of Time et Twilight Princess. Ils ont un lien avec le feu. Dodongo se transforme même en boss dans The Legend of Zelda, Ocarina of Time et Oracle of Seasons. Leurs points faibles sont surtout les bombes que doit leur faire avaler Link (Dondogos dislike smoke, d'après un vieil homme dans The Legend of Zelda).

### Elusis
Apparaît dans : The Legend of Zelda: Tears of the Kingdom
L'Elusis est un monstre semblable à un crapaud et à un Rumy. Il a un œil jaune au centre de la tête et des oreilles de Rumy sur le crane. Il se déplace en grimpant aux murs. S'il voit Link, il l'attaque en lui envoyant des bulles qui ne lui causent pas de dégâts mais peuvent le déstabiliser ou le faire tomber sur le sol. Pour le vaincre, il suffit de lui décocher une flèche. Quand il est vaincu, il s'élève dans l'air et disparaît en laissant place à un Cristal d'Elusis et à un Rumy. Il est possible d'échanger les Cristaux d'Elusis avec Koltin (le frère de Kilton), qui en échange donne des matériaux de monstre à Link en expliquant leur utilité. Il pourra aussi vous échanger la Tenue des esprits qui ressemble fortement à un Rumy, permettant au joueur de subir les dégâts infligés en perte de rubis.

### Effroi
- Apparaît dans : Ocarina of Time, Majora's Mask, The Wind Waker, Twilight Princess, Triforce Heroes

Nommé Effroi dans Ocarina of Time et Twilight Princess, ou ReMort dans The Wind Waker, cette créature possède plusieurs caractéristiques qui le suivent d’un jeu à l’autre :
- des déplacements très lents, qui permettent à Link de se préparer à une confrontation avec lui.
- une très grande résistance aux coups, qui lui permet bien souvent de survivre à un enchainement à l’épée et donc de riposter tout de suite après.
- la capacité du hurlement de terreur, qui glace le sang de Link, l’immobilisant pendant que le monstre s’approche inéluctablement de lui.

Les ressemblances s’arrêtent là. Dans Ocarina of Time et Majora's Mask, l’Effroi est une sorte de zombie, aux allures de pantin. Celui-ci est marron et semble arborer un masque de bois, tandis que le ReMort de The Wind Waker est bleu-verdâtre et a une sorte de masque vaudou. Dans ces derniers jeux, son attaque consiste à enlacer Link, à le mordre violemment à de nombreuses reprises, le vidant peu à peu de sa vie. Il est néanmoins possible de le repousser en appuyant rapidement sur les boutons de la manette.
Dans Twilight Princess, ils possèdent une épée qu’ils utilisent après avoir immobilisé Link grâce à leur cri.
L'effroi se trouve dans le niveau du mode aventure qui se passe dans l'univers de Zelda dans le jeu Super Smash Bros Melee sur Gamecube. Il dispose de toutes les caractéristiques (physiques et d'attaques) de leur version Ocarina of Time à part qu'ils ne peuvent pas effrayer le joueur.

### Eyeball Monster
- Apparaît dans Phantom Hourglass

Eyeball Monster sont des globes oculaires ailés (tout comme les patras) rencontrés dans Phantom Hourglass.
Blanc ou rose, ils se trouvent en mer où ils envahiront le navire de Link. Ces ennemis se déplacent en groupe de cinq et se déplacent lentement vers les voyageurs. Les dommages causés sont minimes et Link peut les tuer grâce au canon. Ils s'éloignent dès qu'un ennemi plus puissant arrive, comme des pirates.

## F

### Fantôme de Ganon
- Apparaît dans : ', The Wind Waker, The Legend of Zelda: Four Swords Adventures etTears of the Kingdom

Le fantôme de Ganon est une création de Ganon. Il a une apparence spectrale (d'où son nom) et ses couleurs sont bleu et noir. Lorsque Link le combat, le fantôme de Ganon lance des boules d'énergies, il suffit alors de les renvoyer comme au tennis. Une fois vaincu, il laisse tomber son épée afin de savoir dans quelle direction il faut aller. Dans Tears of the Kingdom, la fausse Zelda se révélera en fait être le fantôme de Ganon.

## G

### Gardien
- Apparaît dans : The Legend of Zelda: Breath of the Wild et Hyrule Warriors : L'Ère du Fléau

Les Gardiens sont des créatures mécaniques créées à partir d'une ancienne technologie Sheikah. À l'origine, ils étaient censés protéger les habitants d'Hyrule, mais Ganon le Fléau les a corrompus ce qui les détourne de leur véritable fonction et au lieu de protéger Hyrule et ses habitants, il les détruisent.

### Ghirahim
- Apparaît dans : Skyward Sword, Hyrule Warriors

Ghirahim est l'ennemi principal de Link dans Skyward Sword. Il se fait appeler « monarque démoniaque » et a pour but d'enlever Zelda pour faire aspirer son âme par l'Avatar du Néant. Il semble éprouver une attirance et un désir malsain envers Link. Link le combat à 3 reprises : dans le temple de la Contemplation, dans le Grand Sanctuaire Ancien et dans le domaine d'Hylia. Dans les 2 premières, il doit le toucher en faisant attention au mouvement de sa main droite car Link perdra son épée si son coup est mal placé. Après avoir reçu plusieurs coups, Ghirahim se parera d'une épée qu'il faudra contrer au bon moment pour le vaincre. Lors de son dernier combat, il devient pratiquement invincible et Link doit le faire tomber dans le vide et le toucher au carreau qu'il porte pour protéger sa poitrine. Il attaquera ensuite à l'aide d'une simple épée, puis avec une énorme lame qu'il faudra briser.
Si Link accule Ghirahim, celui-ci se téléportera et pourra frapper Link dans le dos.

### Gibdo
- Apparaît dans la plupart des jeux de la série The Legend of Zelda

Le Gibdo est une momie qui apparaît dans la plupart des jeux de la série. Ils peuvent avoir plusieurs comportements s'ils aperçoivent Link en fonction du jeu :
- Ils foncent droit sur Link pour l'attaquer et contrairement aux autres monstres ils ne reculent pas quand ils se font toucher (The Legend of Zelda, A Link to the Past, Link's Awakening, Oracle of Ages, Oracle of Seasons)
- Ils poussent leurs cris de terreur et attrapent Link s'il se tient trop près, exactement comme un Effroi (Ocarina of Time, Majora's Mask)

Cependant, le Gibdo est relativement lent et possède une grande résistance aux coups portés par Link. Vu qu'il est constitué de bandelettes, cet ennemi est particulièrement vulnérable au feu. Dans Majora's Mask, ses bandelettes peuvent brûler en décochant une flèche de feu pour révéler un Effroi.
Dans Tears of the Kingdom, ceux-ci tiennent plus de l'insecte que de la momie, possédant des pièces buccales similaires à celles des chélicérés, ainsi qu'un exosquelette très résistant fait de sable compressé. Celui-ci peut être détruit par toute attaque élémentaire, rendant le Gibdo amorphe et incapable de se tenir debout. Celui-ci devient alors très faible et peut être attaqué. Une autre caractéristique insectoïde des Gibdos est leur habitude à vivre dans des nids faits de sable compressé, similaires à des termitières, eux aussi sensibles aux attaques élémentaires, ainsi que leur mode de vie en colonie dirigée par une reine pondeuse. Celle-ci est ailée, à l'istar de certains Gibdos, capables de cracher du poison.

### Gohma
- Apparaît dans : The Legend of Zelda, Ocarina of Time, The Wind Waker, Twilight Princess

Gohma est un boss présent dans plusieurs jeux de la série (notamment The Wind Waker et Ocarina of Time). C’est un monstre insectoïde possédant la plupart du temps un œil unique qui est son point faible.
Dans Ocarina of Time, Gohma prend l'apparence d'un crustacé, se déplaçant sur le plafond de la pièce où elle doit être vaincue.
Dans The Wind Waker, la bête ressemble plus à une scolopendre doté de pinces, baignant dans un lac de magma.
Dans Twilight Princess, Gohma est le boss du temple du Temps et apparait sous la forme d'une gigantesque araignée avec un œil géant sur le dos.

### Gyorg
- Apparaît dans The Wind Waker, Phantom Hourglass et Spirit Tracks

Les Gyorgs sont farouches, ce sont des requins nageant généralement en groupe. Nous pouvons les abattre à coup de canon. Dans Spirit Track, on ne voyage pas en bateau mais en train, donc il n'y a pas de Gyorg mais ce sont des Malgyorgs qui les remplacent et ils ne sont plus dans la mer mais sous la terre.

## K

### Karle Demos
- Apparaît dans : The Wind Waker

Karle Demos est un boss de The Wind Waker. Il hante les bois défendus et dévore Dumoria sous les yeux de Link. Il s’agit d’une fleur géante reliée au plafond par des lianes qu’on peut trancher avec le boomerang. À l’intérieur de la fleur se trouve la tête de la plante carnivore qui a dévoré Dumoria.

## L

### Lézalfos
- Apparaît dans : Ocarina of Time, Twilight Princess, Skyward Sword, The Legend of Zelda: Breath of the Wild, Hyrule warriors l'ère du fléau, Tears of the Kingdom

Le Lézalfos est un guerrier lézard apparaissant entre autres dans Twilight Princess. C’est un monstre mi-homme mi-lézard qui attaque avec un sabre, un bouclier, ou plus récemment avec un brassard de fer dans Skyward Sword. Les lézalfos sont des créatures célèbres pour leur grande agilité et leur esprit d'équipe. Souvent rencontrés par deux, ils combattent avec une grande synergie et s'avèrent beaucoup plus faibles seuls. Associés au feu, ils disposent d'un puissant souffle ardent qui leur permet de tenir à distance leurs ennemis.
Il est à noter que les plus grands et les plus puissants des Lézalfos sont appelés Dinalfos. De plus, dans Breath of the Wild et Tears of the Kingdom, il existe différents types de lézalfos: vert, bleu, noir, argenté, doré (uniquement dans le mode expert de Breath of the Wild), de glace, de feu et d'électricité.

### Lithorock
Apparait dans Breath of the Wild, Tears of the Kingdom
Les Lithorocks sont de gigantesques golems de pierres apparaissant presque partout en Hyrule. Ils peuvent être normaux, de feu (magroks), et de glace (cryoroks). Pour les tuer, il suffit de détruire le bloc de minerai situé sur leur corps.

### Lithorock Fortifié
- Apparait dans Tears of the Kingdom

Les Lithorocks Fortifiés sont des Lithorocks que des Bokoblins ont renforcé et décoré. Il leur sert de camp mais nous attaque seulement en jetant des pierres tant que tout les bokoblins sur lui n'aient pas tous tué. Son point faible est le même que celui des Lithorocks normaux, il faut briser le minerair situé sur son corps.

### Lobo
- Apparaît dans : Ocarina of Time, Majora's Mask

Les lobos sont des loups qui sortent de la terre. Il y a deux sortes de lobos :
- les lobos blanc que l'on rencontre dans la neige ;
- les lobos gris qui sont un peu partout.

Le lobo blanc se rencontre plus dans Majora's Mask que dans Ocarina of Time. Les blancs sont plus dur à battre que les normaux.

## M

### La Main
- Apparaît dans : The Legend of Zelda, A Link to the Past, Ocarina of Time, Oracle of Ages, Oracle of Seasons, The Wind Waker, The Minish Cap, Twilight Princess, Spirit Tracks, The Legend of Zelda: A Link Between Worlds

Elle est également appelée Fullmaster, Wallmaster ou Clapoir ; cependant, le principe est le même : attraper le joueur et le ramener au début du temple. Elle peut tomber du plafond, sortir du sol ou traverser les portes.
Dans Minish Cap, il y a les Floor masters, bleus, qui ramènent à l'entrée de la salle, et les Fall masters, qui ramènent à l'entrée du donjon.
Dans Twilight Princess, elle est dans le palais du crépuscule et a pour but de ramener l’orbe de lumière à sa position originelle.
Dans Phantom Hourglass, elle a pour but de ramener la clé du boss à sa position originelle.

### Moldarquor
- Apparaît dans : Breath of the Wild, Tears of the Kingdom

Ce monstre, ressemblant à une baleine, ne vit que dans le désert Gerudo. Il vit sous le sable et réagit aux vibrations sur le sol. Vaincu, en plus des matériaux, il donne 2 (ou 3) coffres.

### Maléficio
- Apparaît dans : Link's Awakening

Maléficio est le boss final de Link's Awakening que Link doit vaincre afin de réveiller le Poisson-rêve et de s'enfuir de l'île de Cocolint.

### Moblin
- Apparaît dans pratiquement tous les épisodes de la série The Legend of Zelda

Le Moblin est un sbire de Ganon ayant l’apparence d’un sanglier humanoïde souvent armé d’une lance. Il s’agit d’un ennemi récurrent dans les jeux de la série. Il vit principalement dans la forteresse maudite dans The Wind Waker et patrouille dans le Bosquet Sacré dans Ocarina of Time. Une bombe ou un grappin suffit dans ce jeu pour l’éliminer. Mais dans la plupart des jeux de la série, quelques coups d’épée ou une flèche suffisent à le vaincre.
Dans certains épisodes de la série (Oracle of Ages, Oracle of Seasons, Link's Awakening), il y a le roi Moblin dans une quête principale ou secondaire. Il est plus dur à battre qu'un moblin normal et il ne suffit pas juste de lui donner un certain nombre de coup d'épée.

### Mojo
- Apparaît dans : Ocarina of Time, Majora's Mask

Créature végétale qui se cache dans les herbes et attaque tout ce qui se hasarde près d’elle. Une variante nommée Peste Mojo peut continuer à attaquer même lorsqu’elle a été coupée.
Dans Ocarina of Time existe une version nommée Peste marchande. Elle a pour propriété de proposer des objets à l’achat une fois sortie de terre.
Dans Majora's Mask, la race des Mojos a les mêmes rôles. Cependant, il existe dans ce jeu, une princesse Mojo, un Roi Mojo, et un Palais Mojo.

### Moldorm
- Apparaît dans pratiquement tous les épisodes de la série The Legend of Zelda

Les Moldorms sont des chenilles maléfiques. Un Moldorm est généralement assez rapide. Il vit le plus souvent dans les donjons et les caves, et se déplace de manière aléatoire. Les Moldorms sont sensibles en tout point de leur corps. Ils ont plusieurs formes et un Moldorm plus grand que les autres nommé Gigantehl est un boss dans Link's Awakening et dans Tri Force Heroes.

## N

### Nestydas
- Apparaît dans : Spirit Tracks

Nestydas  est un coléoptère et le boss du temple Sylvestre. Il a une queue qui crache de la fumée violette, et peut lancer des sortes d'insectes bombes, permettant sa défaite.

## O

### Octorok
- Apparaît dans tous les épisodes de la série The Legend of Zelda sauf Twilight Princess

L’Octorok est une sorte de pieuvre qui crache des projectiles (le plus souvent des pierres) vers Link (qui peut les renvoyer de son bouclier pour vaincre la créature). Il est un boss géant dans The Minish Cap. C'est le monstre le plus récurrent de la série.

## P

### Peahat
- Apparaît dans : The Legend of Zelda, The Wind Waker, Ocarina of Time, Minish Cap

Le Peahat est un ennemi volant à l’aide d’une hélice. Dans The Wind Waker, c’est un ennemi vivant dans les bois défendus. Dans Ocarina of Time, il a une grande taille et est dans la plaine d'Hyrule, comme pour le premier épisode sur NES.

### Pion
- Apparaît dans A Link to the Past, Link's Awakening, Oracle of Ages, Oracle of Seasons, Four Swords Adventures, Phantom Hourglass, A Link Between Worlds et Tri Force Heroes

Le Pion est un scarabée avec un casque. Ce sont des ennemis extrêmement résistants. Ils se composent d'une espèce de cloche gonflable ronde (une sorte de coquille) sur le dessous et en dessous se trouve une masse de tentacules qu'il utilise pour se glisser dans les différentes salles et les couloirs des donjons. Link en croise souvent dans des tours et ils apparaissent aux côtés des Bumpers et des pièges.

### Pols Voice
- Apparaît dans The Legend of Zelda, Link's Awakening, Oracle of Ages, Oracle of Seasons et Phantom Hourglass

Les Pols Voice sont des têtes de lapins, qui sont capables, dans Link's Awakening et les jeux suivants, de bondir de manière désordonnée, pour tenter de sauter sur Link. Ce sont des ennemis assez puissants: l'épée est souvent peu ou pas efficace contre eux. En revanche, ils ont souvent une faiblesse commune: le bruit. Jouer d'un instrument de musique permet, la plupart du temps, de les tuer en un coup. Leurs bonds peuvent les rendre difficiles à atteindre même avec une arme à distance, qui est pourtant une technique efficace. Ces ennemis ne sont rencontrés que dans les donjons.

### Pyrodactilus
- Apparaît dans : Twilight Princess, Hyrule Warriors

Grand dragon bardé de fer qui s’est attaqué à Célestia dans Twilight Princess. C’est le boss du donjon. Il attaque principalement à l'aide d'un souffle de feu à qui il doit son nom, son point faible est la gemme présente sur son dos.

## R

### Rat
- Apparaît dans pratiquement tous les épisodes de la série The Legend of Zelda

Petit rat attaquant Link. C’est un simple rat mais peut cependant porter des bombes (The Wind Waker ou Majora's Mask) ou être fantôme (Twilight Princess). Il apparaît dans presque tous les jeux. Cependant, certains d'entre eux ne sont pas agressifs et jouent le rôle de personnages à part entière (comme photographe dans Link's Awakening ou marchand dans The Wind Waker) ou de simples animaux de compagnie.

### Rope
- Apparaît dans tous les jeux The Legend of Zelda 2D sauf The Adventure of Link  et ils apparaissent également dans des jeux semi 3D, à savoir Four Swords Adventures, Phantom Hourglass et A Link Between Worlds

Ces serpents venimeux semblent dociles dans des circonstances normales, mais attaque tout ce qui représente une menace pour son territoire. Ainsi, si Link s'approche de trop près, le Rope se met à le charger dans le but de l'attaquer. Ils sont facilement vaincus avec des armes conventionnelles. Contrairement à la plupart des ennemis présent dans la saga, les Ropes ont relativement peu évolués que ce soit dans leur mode d'attaque ou dans leur apparence.

### Rubis-Like
- Apparaît dans Four Swords Adventures, The Minish Cap, Phantom Hourglass et A Link Between Worlds

Les Rubis-Like sont des ennemis apparaissant dans plusieurs jeux de la série The Legend of Zelda. Ils sont très similaires aux Likes-Likes et aux Force-Likes. Comme ces derniers, ils ont la manie d'aspirer quiconque s'approchant trop près d'eux, pour finalement se voir se faire voler non pas des gemmes de force comme le font les Force-Likes, mais comme leur nom l'indique, des rubis.Les Rubis-Like verts pompent 1 rubis à la fois, les bleus en pompent 5 à la fois, et les rouges 20. Bien souvent, ils donnent, une fois vaincus, un vrai rubis de leur couleur.

## S

### Saigneur
- Apparaît dans pratiquement tous les épisodes de la série The Legend of Zelda

Chauve-souris apparaissant dans presque tous les jeux. C’est un monstre basique qui peut cependant varier et être nimbé de feu, de glace ou d'électricité. Dans certains épisodes, elle se fait appeler simplement "chauve-souris".

### Sakdoss
- Apparaît dans : Ocarina of Time, Majora's Mask

Ces petits squelettes envahissent la plaine d’Hyrule la nuit dans Ocarina of Time et le cimetière Ikana dans Majora's Mask. Extrêmement faibles, ils comptent sur leur nombre pour triompher. Ils n’attaquent Link qu’en le griffant. Les Sakdoss géants qui apparaissent parfois ne sont pas plus puissants, ils possèdent juste des butins plus importants.

### Skeletos
- Apparaît dans pratiquement tous les épisodes de la série The Legend of Zelda

Ces squelettes de base ne sont pas très forts ni très résistants. Dans The Minish Cap, il en existe de deux couleurs : bleu et rouge. Le bleu est le squelette de base alors que le rouge peut aussi envoyer des os sur Link. Ce dernier est également plus résistant. Dans le même opus, il est possible de leur faire sauter la tête, les laissant ainsi désorientés. Ils peuvent retrouver une tête mais aussi la remplacer par un pot (ce qui ne leur rend pas leur sens de l'orientation pour autant).

### Skulltula
- Apparaît dans : Ocarina of Time, Majora's Mask, Twilight Princess, Phantom Hourglass, Spirit Tracks, Skyward Sword

La Skulltula est une araignée avec une tête de mort sur le dos qui apparaît dans de nombreux jeux, notamment Ocarina of Time. Certaines d'entre elles sont dorées et ne font que tourner sur place en émettant des cliquetis tel un rouage : abattez-les toutes pour recevoir de nombreuses récompenses dans la Maison des Skulltullas, située dans le Village Cocorico.

### Sorcier
- Apparaît dans : The Legend of Zelda: Breath of the Wild, Tears of the Kingdom

Le Sorcier est un monstre volant à basse altitude possédant une baguette magique pouvant lancer du feu, de la glace ou de la foudre selon la forme du sorcier. Il peut aussi changer le climat environnant et invoque de petits monstres élémentaires (chauve-souris, chuchus).

### Spectre
- Apparaît dans : Twilight Princess, Spirit Tracks, Phantom Hourglass, Ocarina of Time

Le Spectre est un monstre translucide apparaissant la nuit qui fait son apparition dans Twilight Princess. Ce monstre ne peut être vaincu que grâce à la transformation de Link en loup. Il ne peut être détruit qu’à condition de posséder trois gouttes de lumière ou l'épée Lokomo dans Spirit Tracks. Dans Phantom Hourglass, il ne peut vaincu qu'avec l'épée spectrale. Dans Ocarina of Time, il ne peut être détruit qu'en chevauchant Epona et peut être capturé dans les bouteilles vides pour ensuite être ramené à la gardienne des fantômes.

### Stalfos
- Apparaît dans pratiquement tous les épisodes de la série The Legend of Zelda

Comme les Sakdoss, les Stalfos sont des squelettes possédant une épée et un bouclier ou deux épées. Ils sont présents dans de nombreux opus de la série en tant qu’ennemis ou mini-boss. Ils sont bien plus grands que les Sakdoss et bien plus dangereux. Le plus souvent, ils disposent également d'un armement, comme une lourde massue ou une paire d'épées. Bien souvent, leur pouvoir leur permet de se reconstituer très rapidement une fois leurs os brisés, et il faut alors parvenir à les anéantir pour de bon en les broyant à l'aide d'un objet explosif.
Il existe certains Stalfos appelés Maître Stalfos. Ces créatures possédant quatre bras se battent avec deux paires de lames diverses, et sont de redoutables adversaires.

## V

### Vaati
- Apparaît dans : The Minish Cap, Four Swords, Four Swords Adventures

Le boss final de The Minish Cap et de Four Swords. Il s’agit d’un Minish qui voulait s’emparer de la Force. Il s’allie à Ganon dans Four Swords Adventures.

## W

### Wolfos
- Apparaît dans : Twilight Princess, Spirit Tracks

Loup de glace apparaissant dans Twilight Princess et dans Spirit Tracks qui chasse en meute.